# 小山峰男
小山 峰男（こやま みねお、1934年12月29日 - 2019年3月26日）は、日本の政治家。長野県副知事を経て、参議院議員（1期）を務めた。

## 概要
- 1934年　  旧北佐久郡北御牧村（現東御市）出身。
その後、東北大学法学部卒業。
- 1959年　長野県庁入庁[3]。
- 1985年　長野県社会部長[3]。
- 1988年　長野県総務部長[3]。
- 1992年　吉村午良長野県知事のもとで、副知事就任[4]。
- 1995年　第17回参議院議員通常選挙長野県選挙区に新進党より立候補し、トップ当選。
- 2000年　長野県知事選挙への立候補を検討していたが、断念し田中康夫を支援[5]。
- 2001年　第19回参議院議員通常選挙に民主党から立候補するが、落選。
- 2005年　旭日中綬章受章[6][7]。
- 2009年　守谷商会社外監査役[3]。
- 2019年3月26日、肺炎のため、長野県小諸市の病院で死去[1]。84歳没。